# Wakakusa Monogatari: Nan to Jou Sensei
Wakakusa Monogatari: Nan to Jou Sensei (若草物語ナンとジョー先生 lit. Historia de joven hierba: Nan y Miss Jo?) es una serie de anime de 1993. Es una adaptación de la obra Hombrecitos (Little Men, 1871) de Louisa May Alcott y una continuación de una previa producción de 1987, Mujercitas.  La serie, que cuenta con 40 episodios, fue dirigida por Kôzô Kuzuha y estrenada en Japón el 17 de enero de 1993.
La serie cuenta la historia de Jo Bhaer como maestra en la escuela de Plumfield, usando métodos poco tradicionales en la educación de sus alumnos. Pertenece al World Masterpiece Theater ("Teatro de Obras Maestras Mundiales") de Nippon Animation, precedida por Jackie y su mascota (1992) y seguida por Tico de los siete mares (1994). El doblaje al español fue producido para Antena 3 Televisión, en la cual se emitió en España en las mañanas de 1994.

## Trama
Han pasado unos diez años desde Mujercitas y Jo March, ahora Jo Bhaer, se ha casado con el profesor alemán Fritz Bhaer. Junto a él y a sus dos hijos, Rob y Teddy, ha fundado una escuela en la granja de Plumfield que la tía Marta le dejó en herencia. Entre los niños se encuentran Demi y Daisy, los hijos de Meg March; Demi es un chico adorado y admirado por todos, especialmente por su hermana Daisy, pero quien a veces se pierde en el mundo fantasioso que se ha creado para él mismo. Por otro lado, Daisy tiene un carácter noble y bondadoso, pero que de una manera limita su personalidad; siendo la única niña en la escuela, Daisy a veces se encuentra sola, sin nadie que aprecie sus juegos femeninos.
También se encuentran en Plumfield, Franz y Emil, sobrinos del profesor Bhaer; Franz es el mayor de los chicos y hace su responsabilidad el dar un buen ejemplo. Emil sueña con ser un gran marinero algún día, pero antes tiene que aprender a controlar su mal genio, que lo lleva de ser un muchacho noble a ser sumamente agresivo. Tommy es un muchacho travieso y también un poco descuidado; aprende el arte del negocio recogiendo huevos en la granja y vendiéndoselos a Jo a cambio de una generosa paga semanal. Jo y el profesor Bhaer tienen métodos ingeniosos, y también innovativos, para la educación de sus pequeños alumnos, variando de los métodos tradicionales y que día a día demuestran su eficacia.
A la escuela llega Nan Harding, una niña que a menudo se comporta como un chicazo y que es en personalidad, la viva imagen de la joven Jo March. Nan prefiere jugar con los chicos que con Daisy, aunque también encuentra en ella a una fiel amiga cuando Jo trata de modelar su lado femenino. Poco después, Nat se une al grupo; Nat es un niño que ha crecido en las calles, ganándose la vida gracias al talento musical que tiene para tocar el violín. Por desgracia, el profesor Bhaer pronto descubre que Nat tiene la mala costumbre de mentir, aunque veces sea con buena intención, pero el profesor conoce un método sumamente eficaz para ahuyentar dicho hábito. Por último, los problemas llegan a la escuela el día que Dan hace su aparición; Dan es un muchacho joven que había sido compañero de Nat. Dan tiene un carácter fuerte, agresivo y no confía fácilmente en la bondad que Jo trata de ofrecerle. Su presencia pone a la escuela de Plumfield en peligro cuando, sin ninguna consideración por las estrictas reglas, Dan intenta enseñar los malos ejemplos que ha aprendido.
Aplicando severos castigos y premiando buenas acciones, a través de la canción y la poesía, Jo y el profesor Bhaer educan a todos y cada uno de sus alumnos, esperando que puedan llegar a ser personas de provecho. Ellos los consuelan durante sus horas de tristeza y los aconsejan cuando comenten errores. En el caso de Dan, Jo tiene siempre la puerta abierta para todo aquel que desee regresar a su cálido hogar en Plumfield, pero por otro lado, el profesor Bhaer cree que un muchacho merece sólo tantas oportunidades. Aunque nunca pierde la esperanza, Jo aprende que a veces la educación correcta puede ser un proceso duro y difícil, así como alegre y provechoso.

## Curiosidades
- En el primer episodio, se hace referencia a la ciudad de Concord, que es donde Mujercitas había tomado lugar en la novela de Louisa May Alcott. Para la serie de 1987, sin embargo, se había renombrado "Newcord."
- La sirvienta afroamericana en Plumfield se conoce en el doblaje español como "Hannah," implicando que se trata del mismo personaje que antes había sido miembro del hogar de los March en Mujercitas (1987). Sin embargo, en la versión original, dicho personaje se conocía como Asia, y no tenía ninguna relación con Hannah. Cabe notar que ambos personajes fueron doblados al español por Amparo Soto.
- Cómo Dato Extra Curioso, el diseño del personaje de Nan, parece el mismo diseño del personaje de la película del estudio Ghibli Kiki, Entregas A Domicilio. Esto es porque el diseñador de los personajes principales es justamente el diseñador Yoshiharu Satō, responsable en el diseño de los personajes tanto en la película de Ghibli como en la serie de Nippon. Pero hay que tener en cuenta que entre Nan y Kiki (Nikki en España) son iguales pero en cuanto a la temática de personalidad y actitud son totalmente diferentes entre sí.

## Temas musicales
- Japón:
  - (Inicio) "Ashita mo otenki" cantada por Akiko Kosaka.
  - (Cierre) "Aozora no Ding-Dong" cantada por Kaoru Ito.
- España:
  - "Los chicos de Jo", compuesta por Carmelo Carucci y adaptada al español por Begoña Ramos; la canción es presumamente cantada por Sol Pilas. La versión italiana de esta melodía se titula "Una per tutte, tutte per una" (1988), escrita por Alessandra Valeri Manera e interpretada por Cristina D'Avena.
  - "Aozora no Ding-Dong", la canción de cierre japonesa, fue utilizada en España como cierre y, durante los primeros episodios, también como apertura (aunque acompañada por las imágenes de la apertura japonesa), hasta que se sustituyó la canción de apertura por la canción escrita por Alessandra Valeri Manera.

## Doblaje al español
- Jesús Alberto Pinillos - Emil
- Amparo Bravo - Annie 'Nan' Harding
- Alicia Sainz de la Maza - Josephine 'Jo' March
- Amparo Soto - Hannah
- Sara Vivas - John 'Demi' Brooke

## Listado de episodios
- 1. Plumfield
- 2. El campo es una clase estupenda
- 3. Recogiendo fresas en el bosque negro
- 4. La pequeña caja de los deseos
- 5. El pequeño violinista
- 6. El negocio de Tommy Bangs
- 7. Yo soy Robinsón Crusoe
- 8. El primer pastel de calabaza
- 9. Un regalo del mundo de los juguetes
- 10. La guerra de las almohadas
- 11. Dan, un forajido
- 12. La tormenta en Plumfield
- 13. El duelo
- 14. El secreto de Dan y Teddy
- 15. La vaca Canela
- 16. La fiesta
- 17. Hasta la vista, Dan
- 18. ¡Que viene mamá!
- 19. Bienvenidos a la fiesta de baile
- 20. ¿Qué te gustaría ser?
- 21. Golpear al Sr. Bhaer
- 22. La carta del Sr. Peich
- 23. No hay nadie en el jardín
- 24. Sé sincero contigo mismo
- 25. Hagamos un museo
- 26. Amistad o dinero
- 27. La amistad rota
- 28. La nota misteriosa
- 29. La rebelión de las chicas
- 30. La pequeña boda
- 31. Una estupenda manera de gastar cinco dólares
- 32. Quiero ser médico
- 33. La promesa
- 34. Mensajeros en la nieve
- 35. Tormenta de nieve
- 36. Dan y el caballo salvaje
- 37. Navegar
- 38. Decisión
- 39. Jo y la bicicleta
- 40. Adiós Plumfield